# 范啟
范启（？—？），字荣期，顺阳（今河南省淅川县李官桥镇）人。
范坚之子。與庾和、韩伯、袁宏等友好。初为秘书郎，终官黄门侍郎。著有文集五卷。

## 参看
- 顺阳范氏